# Týr (zespół muzyczny)
Týr – farerska grupa muzyczna, której twórczość określana jest jako połączenie heavy metalu z muzyką folkową z elementami viking metalu. Nazwa zespołu pochodzi od imienia skandynawskiego boga wojny, Týra. Teksty nawiązują w większości do mitologii nordyckiej, często tworzone są przez lidera zespołu Heriego Joensena lub czerpane z istniejących już utworów skandynawskiej kultury. Wykorzystywane są w największej mierze dwa języki: farerski i angielski, zdarzają się jednak również utwory śpiewane po duńsku.

## Historia
Týr powstał w styczniu 1998 roku, kiedy Heri Joensen spotkał przypadkiem swojego dawnego przyjaciela z zespołu, Káriego Streymoy'a, w Kopenhadze. Joensen zasugerował Streymoyowi, że mogliby spotkać się i zagrać razem kilka utworów, ten początkowo odmówił, ale później ponownie rozważył propozycję Joensena i zgodził się.
Niedługo później dołączył się do nich znajomy z wcześniejszego zespołu, basista Gunnar H. Thomsen, przekształcając duet w trio. Rozpoczęli nagrywanie muzyki mocno inspirowanej ludową muzyką farerską i mitologią nordycką oraz twórczością Iron Maiden i Dream Theater.
Zanim powstał Týr, Heri i Gunnar założyli zespół Cruiser. Kári grał z nimi przez krótki czas. Później grupa zmieniła nazwę na Wolfgang. Oba zespoły nie wydały jednak żadnej płyty. Wolfgang istniał do 1997 i w przeciągu tego okresu nagrał kilka nieznanych bliżej szerszej publiczności piosenek, które według Heriego, całkiem nadają się do wydania.

## Skład zespołu
Wokalista Pól Arni Holm i gitarzysta Jón Joensen (brat Heriego) byli częścią zespołu w czasie nagrywania albumu How Far to Asgaard, ale odeszli wkrótce po jego wydaniu.
Terji Skibenæs przyłączył się, gdy Jón Joensen opuścił zespół. Allan Streymoy (brat Káriego) został wokalistą na czas wydawania singla Ólavur Riddararós. Po odejściu Allana Heri Joensen został wokalistą grupy.
Terji Skibenæs opuścił zespół chwilę po wydaniu płyty Eric the Red. Przez jakiś czas zespół istniał jako trio. Latem 2004 roku do zespołu dołączył islandzki gitarzysta Ottó P. Arnarson, jednak na bardzko krótko. Po odejściu Otto wrócił Terji.
W 2013 roku perkusista, Kári Streymoy opuścił zespół.
w 2014 na jego miejsce przyjęto  Amona Djurhuusa, ucznia Káriego, który grał już w zespole w 2008 roku jako muzyk sesyjny.
W 2019 skład zmienił się. Z zespołu odeszli Terji oraz Amon, a doszli Attila oraz Tadeusz.
| - Heri Joensen – wokalista, gitarzysta - Gunnar H. Thomsen – basista - Attila Vörös - gitarzysta - Tadeusz Rieckmann - perkusista | - Jón Joensen – wokalista, gitarzysta - Pól Arni Holm – wokalista - Allan Streymoy – wokalista - Ottó P. Arnarson – gitarzysta - Kári Streymoy - perkusista - Terji Skibenæs – gitarzysta - Amon Djurhuus - perkusista |

## Dyskografia
- Týr (demo) (jesień 2000)
- How Far to Asgaard (styczeń 2002)
- Ólavur Riddararós (singiel) (październik 2002)
- Eric the Red (2003, 2006)
- Ragnarok  wydany 22 września 2006 (10 października w Ameryce Północnej)
- Land (30 maja 2008)
- Black Sails Over Europe (split) (27 marca 2009)
- By the Light of the Northern Star (29 maja 2009)
- The Lay of Thrym (27 maja 2011)
- Valkyrja (13 września 2013)
- Hel (8 marca 2019)

## Nagrody i wyróżnienia
| Rok  | Kategoria                                                                  | Nagroda                 | Uwagi     |
| ---- | -------------------------------------------------------------------------- | ----------------------- | --------- |
| 2010 | The Best Pagan/Viking/Folk Metal Album (By The Light Of The Northern Star) | Metal Storm Awards 2009 | 3 miejsce |